# Mount Owen, Antarktis
Mount Owen är ett berg i Antarktis. Det ligger i Västantarktis. Argentina, Chile och Storbritannien gör anspråk på området. Toppen på Mount Owen är 1 105 meter över havet.
Terrängen runt Mount Owen är huvudsakligen kuperad, men åt sydväst är den platt. Trakten är obefolkad. Det finns inga samhällen i närheten.